# Стефан Меллер
Стефан Меллер (пол. Stefan Meller; 4 липня 1942, Ліон — 4 лютого 2008, Варшава) — польський історик, політик, дипломат.

## Біографія
Син дипломата Адама Меллера. Походив з асимільованої єврейської сім'ї з Устрики-Долішні.
В 1966 році закінчив історичний факультет Варшавського університету, в 1974 році став кандидатом історичних наук, в 1983 році став почесним кандидатом (габілітація), з 1993 року був професором.
В 1966–1968 роках працював у престижному Інституті міжнародних проблем, звідки був вигнаний, в числі інших осіб єврейського походження, під час подій 1968 року.
Позбавлений можливості влаштуватися на роботу за своєю професією, він працював на різних посадах, в тому числі перекладачем, касиром і вчителем французької мови. Після захисту кандидатської дисертації в 1974 році став викладачем історії у відділенні Варшавського університету в Білстоку.
З 1975 року одночасно працював в Державній вищій театральній школі у Варшаві, де з 1981 року до 1984 року займав пост проректора.
З 1992 до 1996 року службовець Міністерства закордонних справ: заступник директора і директор 1-го Європейського департаменту, в 1995–1996 роках — заступник міністра закордонних справ.
З 1996 року по 2001 рік — Посол у Франції.
В 2001–2002 роках — заступник міністра закордонних справ.
В 2002–2005 роках — Посол в Росії.
З 31 жовтня 2005 року по 9 травня 2006 року — міністр закордонних справ Польщі.
Після цього Меллер знову присвятив себе заняття історією. Як історик Меллер відомий в основному за творами про історії Франції, в тому числі про Великої французької революції. Працював головним редактором історичного журналу Mówią wieki (1990–1994). Був також консультантом з історії при фільмі Дантон (1982). Один з його синів, Марцин Меллер — журналіст преси та телебачення, головний редактор польського видання журналу Playboy.